# 金子晃大
金子 晃大（かねこ あきひろ、1997年1月29日 - ）は、日本の男性キックボクサー。千葉県習志野市出身。K-1ジム自由ヶ丘/FROG GYM所属。元Krushバンタム級王者。現K-1 WORLD GPスーパーバンタム級王者。

## 来歴
- 2016年9月30日 - Krush.69のオープニングファイトでプロデビュー。第2ラウンドでボディへのパンチでダウンを奪うと、第3ラウンドには顔面への膝とパンチでダウン、続け様に顔面への膝蹴りでこの試合３つ目のダウンを奪ったところでレフェリーストップ。デビュー戦で豪快なKO勝ちを収めた。
- 2017年1月15日 - Krush.72ではプロデビュー戦の晃貴とプレリミナリーファイトで対戦。3ラウンドにフックでダウンを奪い、最後はカウンターの左を合わせ2度目のダウンでデビューから二試合連続KO勝ちとなった。この試合では前蹴りを多用していた。
- 2017年11月5日 - Krush.82にて次期挑戦者決定戦に抜擢される。出貝泰佑と対戦し結果は3-0の判定勝ち。この勝利でKrush第2代バンタム級王者の軍司泰斗へ挑戦することが決まった。

### Krush王座獲得
- 2018年6月30日 - Krush.89で満を持してKrushバンタム級タイトルマッチに挑む。チャンピオンの軍司泰斗相手に一歩も引かず3ラウンド終わった時点での判定は1-1でプロキャリア初の延長戦となった。ハイキックを受け流血するシーンもあったが、延長終了間際に右パンチの連打でダウンを奪い3-0の判定勝ちを収め、プロ6戦目にして無敗で第3代Krushバンタム級王座を戴冠した。
- 2018年10月28日 - Krush.94にて隼也ウィラサクレック相手に初の防衛戦に挑む。第2ラウンドにパンチの連打でダウンを奪取、さらにボディへのフックで2ダウン、トドメにボディへの膝で3ダウン。初防衛戦をKOで飾った。
- 2018年12月18日 - Krushバンタム級のベルトを返上、今後は階級をスーパーバンタム級へ変更することが発表された。返上、階級アップの理由として体重増加や53キロでは対戦相手がいないこと、55キロならK-1でも活躍する武居由樹など面白い選手がいることを上げていた。[1]

### K-1参戦
- 2019年3月10日 - K-1初参戦となったK'FESTA.2ではスーパーファイトで玖村修平と対戦。2ラウンド中盤にダウンを奪うなど有利に試合を進めていた。しかし同ラウンド後半にバックハンドブローを被弾し逆にダウンを奪われると続け様にパンチの連打を打たれて2つ目のダウンを喫した。迎えた第3ラウンドはダウンこそ奪えなかったが玖村を攻め続け、ダウンの数こそ1つ少なかったが判定がドロー（27-27,27-27,27-27）となり延長へ突入した。延長も死闘となったが手数で優ったこともあり3-0の判定勝ちとなった。
- 2019年6月に開催されたK-1スーパーバンダム級最強決定トーナメントには出場確実と言われていたが右の拳の怪我で欠場となった。
- 2020年3月22日 - K'FESTA.3で1年前対戦した玖村修平の弟の玖村将史と拳を交える。ここまで9戦9勝と無敗と貫いてきたが、0-2の判定負け(29-30,30-30,28-30)を喫しプロ初黒星となった。
- 2021年3月28日 - K'FESTA.4で再起戦として鬼山桃太郎と対戦。3ラウンド目に開いてセコンドのタオル投入でKO勝ちを収めた。
- 2021年9月20日 - K-1のリングにて4年8か月ぶりに晃貴と再戦、元Krush王者同士の対決となった。1ラウンドにフック、飛び膝、飛び膝、と立て続けに3つのダウンを奪い圧巻のKO勝ちとなった。

### K-1王座獲得
- 2022年1月24日 - K-1 WORLD GPの2月大会にて第3代スーパーバンタム級王座決定トーナメントへ参加することが発表された。他の参加者である前回トーナメント準優勝の玖村将史、第7代Krushスーパーバンタム級王者の璃明武、参加当時6戦6勝無敗で元プロボクサーの佐々木洵樹、以上3名と合わせてK-1スーパーバンタム級四天王と称された。
- 2022年2月27日 - K-1 WORLD GP 2022 JAPAN にて1回戦で黒田勇斗と対戦。3ラウンド目に放った右ストレートで失神KOにて勝利。                                                                                                   準決勝では同じく四天王と言われた璃明武と対戦。序盤からカーフキックを多用すると2ラウンド目に動きが鈍くなった璃明武にパンチで1ダウン、さらにカーフキックで2ダウンを奪いKO勝ちとなった。           決勝では唯一黒星を喫してる玖村将史と再選を果たす。1ラウンド目から激しいパンチの応酬ととなり戦況は五分五分かと思われたが、解説席の魔裟斗からは「前半なら金子、長引けば玖村有利」と言われていた。しかし2ラウンド目序盤に久村からダウンを奪取。判定までもつれ込んだが、2-0で勝利しリベンジを果たすと同時に第3代K-1スーパーバンタム級王座を戴冠した。
- 2022年6月19日 - THE MATCH 2022にて、RISEのバンタム級王者である鈴木真彦と対戦し、0-2の判定負けを喫した。
- 2022年9月11日 - K-1 WORLD GP 2022 JAPAN～よこはまつり～で再起戦としてジョーダン・スウィントンと-56キロ契約で対戦。これが金子にとってキャリア初の海外勢との試合だったが、結果は1Rに2度のダウンを奪いわずか40秒でのKO劇となった。
- 2023年3月12日 - K-1 WORLD GP 2023 JAPAN 〜K'FESTA.6〜にて行われたスーパーバンタム級タイトルマッチで、自身初の防衛戦として挑戦者のコンペット・シットサラワットスアと対戦し、2-0の判定勝ちで王座の初防衛に成功した。
- 2023年6月3日 - AZABU PRESENTS K-1 WORLD GP 2023～初代ミドル級王座決定トーナメント～にて-56キロ契約でトルコのエムレ・カラジャと対戦した。相手は10戦無敗の戦績だったが開始15秒で右ストレートを打ち込みダウンを奪取。さらに左ボディを効かせ再び右ストレートでダウン、最後はパンチの連打で３つ目のダウンを奪いKO勝ちを収めた。
- 2023年7月17日 - 9月10日のK-1横浜大会「ReBOOT〜K-1 ReBIRTH〜」にて玖村将史とタイトルマッチにて3度目の対戦が決定した。
- 2023年9月10日 - ReBOOT〜K-1 ReBIRTH〜のセミファイナルで玖村将史とタイトルマッチを行い、延長1R3-0の判定勝ちを収め2度目の防衛に成功した。

### 傷害事件
- 2024年8月24日、所属ジムの練習生に対して2年半に渡って練習名目で暴行を加え、顔面が激しく損傷するけがを負わせた疑惑、1年半に渡り彼の金銭の収支を管理し、昼夜に渡りアルバイトをさせてそのアルバイト代総額200万円近くを恐喝した疑惑が『デイリー新潮』によって証拠写真付きで報道された[2]
- 2025年1月16日、前述の練習生相手への傷害容疑で再び書類送検された[3]。2度目の書類送検となり、事態を重く見た運営側のK-1実行委員会は2025年5月31日に横浜BUNTAIで開催される「K-1 BEYOND」出場を白紙にしたと発表した。
- 2025年3月26日、金子は練習生相手への傷害容疑について嫌疑不十分で不起訴となった[4]。

## 戦績

### プロキックボクシング
| キックボクシング 戦績 | キックボクシング 戦績 | キックボクシング 戦績 | キックボクシング 戦績 | キックボクシング 戦績 | キックボクシング 戦績 | キックボクシング 戦績 |
| --------------------- | --------------------- | --------------------- | --------------------- | --------------------- | --------------------- | --------------------- |
| 29 試合               | (T)KO                 | 判定                  | その他                | 引き分け              | 無効試合              |                       |
| 26 勝                 | 13                    | 13                    | 0                     | 0                     | 0                     |                       |
| 3 敗                  | 0                     | 3                     | 0                     | 0                     | 0                     |                       |

| 勝敗 | 対戦相手                         | 試合結果                          | 大会名 | 開催年月日     |
|      | 池田幸司                         | 試合前                            | K-1 WORLD MAX 2025 【K-1 WORLD GPスーパーバンタム級タイトルマッチ】                                                                            | 2025年9月7日   |
| ×    | 池田幸司                         | 3R終了 判定0-2                    | K-1 BEYOND 2025 | 2025年5月31日  |
| ○    | マノリス・カリスティス           | 3R終了 判定3-0                    | K-1 WORLD MAX 2025 【K-1 WORLD GPスーパーバンタム級タイトルマッチ】                                                                            | 2025年2月9日   |
| ○    | アスランベック・ジクレーブ       | 3R終了 判定3-0                    | K-1 WORLD GP 2024 in TOKYO～FINAL～ | 2024年12月14日 |
| ○    | 大久保琉唯                       | 2R 0:26 KO（右ローキック）        | K-1 WORLD MAX 2024 【-55kg世界最強決定トーナメント決勝】                                                                                       | 2024年9月29日  |
| ○    | 璃明武                           | 3R終了 判定2-0                    | K-1 WORLD MAX 2024 【-55kg世界最強決定トーナメント準決勝】                                                                                     | 2024年9月29日  |
| ○    | カン・メンホン                   | 3R 0:55 KO（左フック）            | AZABU presents K-1 WORLD MAX 2024 【-55kg世界最強決定トーナメント・一回戦】                                                                    | 2024年7月7日   |
| ○    | 鈴木真彦                         | 3R終了 判定3-0                    | ABEMA presents RISE ELDORADO 2024 | 2024年3月17日  |
| ○    | ラン・シャンテン                 | 3R終了 判定3-0                    | K-1 ReBIRTH2 | 2023年12月9日  |
| ○    | 玖村将史                         | 3R+延長1R終了 判定3-0             | ReBOOT 〜K-1 ReBIRTH〜 【K-1 WORLD GP スーパー・バンタム級タイトルマッチ】                                                                     | 2023年9月10日  |
| ○    | エムレ・カラジャ                 | 1R 1:48 KO（パンチ連打）          | K-1 WORLD GP 2023～初代ミドル級王座決定トーナメント～                                                                                          | 2023年6月3日   |
| ○    | コンペット・シットサラワットスア | 3R終了 判定2-0                    | K-1 WORLD GP 2023 JAPAN 〜K'FESTA.6〜 【K-1 WORLD GP スーパー・バンタム級タイトルマッチ】                                                      | 2023年3月12日  |
| ○    | キリルアン・チョー.ハーパヤック  | 3R 2:38 KO（左フック）            | K-1 WORLD GP 2022 JAPAN〜初代バンタム級王座決定トーナメント〜                                                                                  | 2022年12月3日  |
| ○    | ジョーダン・スウィントン         | 1R 0:40 KO（右ボディストレート）  | K-1 WORLD GP 2022 JAPAN～よこはまつり～ | 2022年9月11日  |
| ×    | 鈴木真彦                         | 3R終了 判定0-2                    | THE MATCH 2022 | 2022年6月19日  |
| ○    | 玖村将史                         | 3R終了 判定2-0                    | K-1 WORLD GP 2022 JAPAN ～第3代スーパー・バンタム級王座決定トーナメント～ 【K-1 WORLD GP 第3代スーパー・バンタム級王座決定トーナメント決勝戦】 | 2022年2月27日  |
| ○    | 璃明武                           | 2R 2:23 KO（カーフキック）        | K-1 WORLD GP 2022 JAPAN ～第3代スーパー・バンタム級王座決定トーナメント～ 【K-1 WORLD GP 第3代スーパー・バンタム級王座決定トーナメント準決勝】 | 2022年2月27日  |
| ○    | 黒田勇斗                         | 3R 1:17 KO（右ストレート）        | K-1 WORLD GP 2022 JAPAN ～第3代スーパー・バンタム級王座決定トーナメント～ 【K-1 WORLD GP 第3代スーパー・バンタム級王座決定トーナメント1回戦】  | 2022年2月27日  |
| ○    | 晃貴                             | 1R 2:35 KO（3ダウン：飛び膝蹴り） | K-1 WORLD GP 2021 JAPAN ～よこはまつり～ | 2021年9月20日  |
| ○    | 鬼山桃太郎                       | 3R 2:36 KO（タオル投入）          | K-1 WORLD GP 2021 JAPAN ～K’FESTA.4 DAY2～ | 2021年3月28日  |
| ×    | 玖村将史                         | 3R終了 判定0-2                    | K-1 WORLD GP 2020 JAPAN ～K'FESTA.3～ | 2020年3月22日  |
| ○    | 林勇汰                           | 3R終了 判定3-0                    | Krush.104 | 2019年8月31日  |
| ○    | 玖村修平                         | 3R+延長1R終了 判定3-0             | K-1 WORLD GP 2019 JAPAN ～K'FESTA.2～ | 2019年3月10日  |
| ○    | 隼也ウィラサクレック             | 2R 2:21 KO（右膝蹴り）            | Krush.94 【Krushバンタム級タイトルマッチ】 | 2018年10月28日 |
| ○    | 軍司泰斗                         | 3R+延長1R終了 判定3-0             | Krush.89 【Krushバンタム級タイトルマッチ】 | 2018年6月30日  |
| ○    | 出貝泰佑                         | 3R終了 判定3-0                    | Krush.82 【Krush -53kg級次期挑戦者決定戦】 | 2017年11月5日  |
| ○    | 山田忠洋                         | 2R 1:03 KO（右ストレート）        | Krush.77 | 2017年7月16日  |
| ○    | 小只直弥                         | 3R終了 判定3-0                    | Krush.75 | 2017年4月2日   |
| ○    | 晃貴                             | 3R 1:54 KO（左フック）            | Krush.72 | 2017年1月15日  |
| ○    | 秦文也                           | 3R 1:36 KO                        | Krush.69 | 2016年9月30日  |

## 獲得タイトル
- 第3代K-1 WORLD GPスーパーバンタム級王者
- 第3代Krushバンタム級王者
- K-1 WORLD MAX 2024 -55kg世界最強トーナメント優勝